# آرثر إدموند كاريو
آرثر إدموند كاريو (بالإنجليزية: Arthur Edmund Carewe)‏ مواليد 30 ديسمبر 1884 في طرابزون، الدولة العثمانية - الوفاة 22 أبريل 1937 في سانتا مونيكا، الولايات المتحدة، هو ممثل أمريكي بدأ مسيرته الفنية سنة 1919. شارك في قرابة 50 فلما.

## الأعمال
- الوصايا العشر (1923)
- شبح الأوبرا (1925)

## روابط خارجية
- آرثر إدموند كاريو على موقع IMDb (الإنجليزية)
- آرثر إدموند كاريو على موقع قاعدة بيانات الفيلم (الإنجليزية)